# رأس شيطاني (تراث شعبي برازيلي)
الرأس الشيطاني هو شبح من التراث الشعبي البرازيلي.
طبقا للأسطورة فإن الرأس الشيطاني هو رأس ذو شعر طويل يمكنها أن تتدحرج على الأرض ضاحكة. كما أنها تظهر ليلاً في هيئة أشخاص عاديين. إذا اقترب منها أحد فإن ملابسه تسقط وتتدحرج الرأس على الأرض ضاحكة. وإذا ما لمسها أحد فسوف يمرض ويموت. وإذا توقفت أمام منزل ما لفترةٍ زمنية يجب الاستعانة بقديس لطردها ويجب أن يصلي أهل المنزل تسع ليالي متصلة وإلا مرض أحدهم ومات. وحتى الآن لا يزال الناس في المناطق الداخلية من البرازيل يخافون الرأس الشيطاني. أكثر البرازيلين يفضلون تجنب الحديث عنها بصفة مباشرة.